# Nhóm ngôn ngữ Hy Lạp
Nhóm ngôn ngữ Hy Lạp hay nhóm ngôn ngữ Hellen (thuật ngữ tiếng Anh: Hellenic) là một nhánh con của ngữ hệ Ấn-Âu, với phân nhánh chính là tiếng Hy Lạp. Trong hầu hết các phân loại, nhóm này chỉ bao gồm tiếng Hy Lạp, nhưng vẫn có một số nhà ngôn ngữ học sử dụng thuật ngữ Hellenic để bao hàm tiếng Hy Lạp chuẩn và các biến thể khác được cho là có quan hệ họ hàng nhưng đủ khác biệt để được coi là ngôn ngữ riêng biệt, giữa các ngôn ngữ cổ đại  hoặc các biến thể tiếng Hy Lạp hiện đại.

## Cây phát sinh
Có đề xuất cho rằng thuật ngữ "Hellenic" nên được dùng để bao hàm cả tiếng Hy Lạp chuẩn và tiếng Macedon cổ, một ngôn ngữ hầu như chưa được chứng thực và chưa rõ mức độ quan hệ với tiếng Hy Lạp. Giả thuyết "Hellenic" với hai nhánh nêu trên đây cho rằng tiếng Macedon cổ không phải là một phương ngữ của tiếng Hy Lạp mà là một "ngôn ngữ chị em" bên ngoài nhóm Hy Lạp chuẩn. Nhiều đề xuất khác lại gộp tiếng Macedon cổ vào tiếng Hy Lạp chuẩn,  hoặc gộp nó vào nhóm Cổ-Balkan chưa được phân loại.
|  | Hy Lạp hiện đại chuẩn |
|  |                       |
|  | Yevanic               |
|  |                       |
|  | Síp                   |
|  |                       |

|  | Pontus                |
|  |                       |
|  | Krym (tiếng Mariupol) |
|  |                       |

| Hy Lạp Italiot | Griko (ảnh hưởng bởi tiếng Doric) |
|                | Griko (ảnh hưởng bởi tiếng Doric) |
|                | Grecanico                         |
|                |                                   |

|  | Hy Lạp hiện đại chuẩn |
|  |                       |
|  | Yevanic               |
|  |                       |
|  | Síp                   |
|  |                       |

|  | Pontus                |
|  |                       |
|  | Krym (tiếng Mariupol) |
|  |                       |

| Hy Lạp Italiot | Griko (ảnh hưởng bởi tiếng Doric) |
|                | Griko (ảnh hưởng bởi tiếng Doric) |
|                | Grecanico                         |
|                |                                   |

|  | Arcadocypriot † (có quan hệ với tiếng Mycenaea?) |
|  |                                                  |
|  | Pamphylia †                                      |
|  |                                                  |

|  | Hy Lạp hiện đại chuẩn |
|  |                       |
|  | Yevanic               |
|  |                       |
|  | Síp                   |
|  |                       |

|  | Pontus                |
|  |                       |
|  | Krym (tiếng Mariupol) |
|  |                       |

| Hy Lạp Italiot | Griko (ảnh hưởng bởi tiếng Doric) |
|                | Griko (ảnh hưởng bởi tiếng Doric) |
|                | Grecanico                         |
|                |                                   |

|  | Hy Lạp hiện đại chuẩn |
|  |                       |
|  | Yevanic               |
|  |                       |
|  | Síp                   |
|  |                       |

|  | Pontus                |
|  |                       |
|  | Krym (tiếng Mariupol) |
|  |                       |

| Hy Lạp Italiot | Griko (ảnh hưởng bởi tiếng Doric) |
|                | Griko (ảnh hưởng bởi tiếng Doric) |
|                | Grecanico                         |
|                |                                   |

|  | Arcadocypriot † (có quan hệ với tiếng Mycenaea?) |
|  |                                                  |
|  | Pamphylia †                                      |
|  |                                                  |

|  | Hy Lạp hiện đại chuẩn |
|  |                       |
|  | Yevanic               |
|  |                       |
|  | Síp                   |
|  |                       |

|  | Pontus                |
|  |                       |
|  | Krym (tiếng Mariupol) |
|  |                       |

| Hy Lạp Italiot | Griko (ảnh hưởng bởi tiếng Doric) |
|                | Griko (ảnh hưởng bởi tiếng Doric) |
|                | Grecanico                         |
|                |                                   |

|  | Hy Lạp hiện đại chuẩn |
|  |                       |
|  | Yevanic               |
|  |                       |
|  | Síp                   |
|  |                       |

|  | Pontus                |
|  |                       |
|  | Krym (tiếng Mariupol) |
|  |                       |

| Hy Lạp Italiot | Griko (ảnh hưởng bởi tiếng Doric) |
|                | Griko (ảnh hưởng bởi tiếng Doric) |
|                | Grecanico                         |
|                |                                   |

|  | Arcadocypriot † (có quan hệ với tiếng Mycenaea?) |
|  |                                                  |
|  | Pamphylia †                                      |
|  |                                                  |

|  | Hy Lạp hiện đại chuẩn |
|  |                       |
|  | Yevanic               |
|  |                       |
|  | Síp                   |
|  |                       |

|  | Pontus                |
|  |                       |
|  | Krym (tiếng Mariupol) |
|  |                       |

| Hy Lạp Italiot | Griko (ảnh hưởng bởi tiếng Doric) |
|                | Griko (ảnh hưởng bởi tiếng Doric) |
|                | Grecanico                         |
|                |                                   |

|  | Hy Lạp hiện đại chuẩn |
|  |                       |
|  | Yevanic               |
|  |                       |
|  | Síp                   |
|  |                       |

|  | Pontus                |
|  |                       |
|  | Krym (tiếng Mariupol) |
|  |                       |

| Hy Lạp Italiot | Griko (ảnh hưởng bởi tiếng Doric) |
|                | Griko (ảnh hưởng bởi tiếng Doric) |
|                | Grecanico                         |
|                |                                   |

|  | Arcadocypriot † (có quan hệ với tiếng Mycenaea?) |
|  |                                                  |
|  | Pamphylia †                                      |
|  |                                                  |

Nhánh Hy Lạp tách ra làm hai phân nhánh chính:
1. Nhánh Attiki hay Ἀττικὴ διάλεκτος còn được gọi là Nhánh phía Đông. Nhánh này có tên Attic vì tập trung tại vùng Attike chung quanh thủ đô Athena và bao gồm tiếng Hy Lạp, tiếng Hy Lạp cổ cũng như các loại tiếng Hy Lạp dùng tại Thổ Nhĩ Kỳ (tiếng Ponti), dùng bởi một nhóm người Do Thái tại Hy Lạp (tiếng Yevanic),...
2. Nhánh Dorismos hay Δωρισμός còn được gọi là Nhánh phía Tây và chỉ có tiếng Tsakonia. Nhánh này có tên Dori vì là hậu thân của một loại tiếng Hy Lạp dùng bởi người Dori cổ.